# Stelle a bassa metallicità
La seguente lista contiene le stelle con la più bassa metallicità rilevata.
| Nome                                | Metallicità ([Fe/H]) | Popolazione        | Distanza dal Sole (al) | Età stimata (Ga) |
| ----------------------------------- | -------------------- | ------------------ | ---------------------- | ---------------- |
| HD 140283                           | −2,40±0,10           | II                 | 188,54±1,52            | 14,46±0,8        |
| Stella di Cayrel (BPS CS31082-0001) | −2,9                 | II                 | 13000                  | 12,5             |
| HE 0107-5240                        | −5,3±0,2             | II                 | 36000                  | 12-13            |
| HE 1327-2326                        | −5,4±0,2             | incerta, forse III | 4000                   | 13               |
| HE 1523-0901                        | −2,95                | II                 | 5000                   | 13,2             |
| SDSS J102915+172927                 | −5,45                | II                 | 4500+490 −390          | 13               |
| Stella di Sneden (BPS CS22892-0052) | −3,1                 | II                 | 15000                  | >12              |
| SMSS J160540.18-144323.1            | −6,2±0,2             | II                 | 35000                  | ?                |
| SMSS J031300.36-670839.3            | <−6,1                | II                 | 6000                   | 13,6             |
| 2MASS J18082002-5104378             | −4,1                 | III                | 1940±50                | 13,535           |